# Anagyrus zygia
Anagyrus zygia är en stekelart som först beskrevs av Trjapitzin 1966.  Anagyrus zygia ingår i släktet Anagyrus och familjen sköldlussteklar. Inga underarter finns listade i Catalogue of Life.